# Misery Loves Co.
Misery Loves Co. (Misery Loves Company) je švédská industrial metalová kapela založená roku 1993 ve městě Uppsala zpěvákem Patrikem Wirénem a Örjanem Örnkloo (kytara, baskytara, samply), oba členové již měli zkušenosti z jiných hudebních skupin.
První studiové album se jmenuje stejně jako kapela Misery Loves Co. a vyšlo v roce 1994 u švédské firmy MNW Zone.
Kapela záhy podepsala smlouvu s britským vydavatelstvím Earache Records, které se ujalo distribuce po celé Evropě. Poté se Misery vydává na evropskou koncertní šňůru jako support krajanů Clawfinger. Další koncerty byly např. s kapelami Machine Head, Warrior Soul, Headskin, Fear Factory, Slayer.

Celkem Misery Loves Co. vydala 3 studiová alba, než se v roce 2000 rozpadla.
V roce 2017 vydává po 17 letech nový singl s názvem Would You?.

## Diskografie

### Studiová alba
- Misery Loves Co. (1994)
- Not like Them (1997)
- Your Vision Was Never Mine to Share (2000)

### EP
- Happy? (1995)
- Need Another One (1995)

+ několik singlů